# 妖怪ウォッチバスターズ 赤猫団/白犬隊
『妖怪ウォッチバスターズ 赤猫団/白犬隊』（ようかいウォッチバスターズ あかねこだん/しろいぬたい）は、レベルファイブより2015年7月11日に発売されたニンテンドー3DS向けゲームソフト。
2015年12月12日からは『赤猫団&白犬隊』への無料追加更新データとして「妖怪ウォッチバスターズ 月兎組（げっとぐみ）」が配信された。
ファミ通アワード2015 優秀賞、日本ゲーム大賞2016「年間作品部門」優秀賞受賞。

## 概要
3DS向けに発売された『妖怪ウォッチ』シリーズとしては初のスピンオフ作品。『妖怪ウォッチ2 元祖/本家/真打』内のミニゲーム「妖怪ウォッチバスターズ」を独立させたアクションゲームで、『2』では対応しなかったインターネット経由のマルチプレイにも対応している。キャラクターは妖怪のみ登場。設定は映画『ゴーストバスターズ』のオマージュとなっている。
本作以降のシリーズでは、ガシャの使用と一日に一回しか戦えない妖怪との戦闘前に強制セーブされるようにシステムが変更された。

## ストーリー
普段からケータとともにさくらニュータウンの自宅で暮らすウィスパーとジバニャンは、「鬼時間」で暗躍するボスを倒すべく、日頃から砂夫やヒキコウモリらと共に「バスターズ」として彼の知らない所で活動していた。しかし、その実績は悪く、「落ちこぼれバスターズチーム」とバイトからも非難される始末であった。するとそこに、その噂を聞きつけたブリー隊長がジバニャンらを最強のチームにすべく、一から鍛え直しさせることになる。

## ゲームシステム
ゲーム内では本部に提供された「ミッション」があり、それに出撃、クリアして物語を進めていく方式である。なお、途中で特定の「ミッション」がいくつかあり、それを解決しないとストーリーが先に進まない。

### 役割
妖怪の「やくわり」は以下のいずれかであり、能力や得意技が異なる。
- アタッカー - 攻撃力が高く、通常攻撃や妖術で敵を攻める役割。
- タンク - 防御力が高く、敵を引き付けて仲間を守る役割。
- ヒーラー - 回復に長けており、攻撃を受けやすいアタッカーやタンクを補助する役割。
- レンジャー - 特殊な技を繰り出すことができ、攻撃役にも防御役にもなる役割。

### 育成システム
ゲーム内で獲得する「鬼玉」の投下でレベルアップ、進化する。レベルの最大値はいずれの妖怪においても99。レベルアップに伴って能力値も上昇する（個体差あり）。
バトルにおける妖怪の能力は、HP、ちから、ようりょく、まもり、すばやさの5つからなる。
今作にも『2』同様に「魂（こん）」があり、「どうぐ」としての装備や合成強化ができる。

### バトルシステム
出撃する4体の妖怪のうち、1体は自分が、それ以外はコンピューターか他人が操作する。本編ゲーム同様にバトルやガシャ等で「Bメダル」を受け取って妖怪を「ともだち」にでき、新たなバスターズのメンバーとなる。
編成
クエスト挑戦（出撃）前にBメダルの配置された環状のメンバーサークルを動かすことにより、操作する妖怪の順番を変更可能。
わざ
前衛にいる妖怪の「わざ」（必殺技）を発動する。発動には、少しずつ蓄積される妖力ゲージが満タンの状態で、タッチ操作で発動する必要がある。
ねらう
タッチ操作により、ターゲットに自動追尾して集中攻撃をしたい敵を指定する。

### モード
スピンオフ作品である本作では「バスターズハウス」を作戦本部としており、以下の3種（月兎組は4種）のモードからプレイする。
メインストーリーモード
ストーリー上のミッションをクリアしながら物語を進行するモード。ミッションの内容は妖怪を倒すだけでなく、妖怪を救助したり、特定のアイテムを集めるなど多岐にわたる。ストーリーの進行とは関係ないサブミッションも存在する。
パトロールモード
ストーリーの進行によって解放されたマップを自由に探索するモード。パトロール中でも様々な妖怪と出会う可能性があり、出会った妖怪を倒すと「ともだちチャンス」が発生することもある（上述のメインストーリーモードや下記のビックボスモードでも発生する）。タイミング良くハートマークの上でAボタンを押し、制限時間内にハートマークを一定数獲得すると成功となり、仲間になる。
ビックボスモード
メインストーリーで討伐したボスと戦うモード。難易度の低いほうからノーマルモード、超モード、極モードの3種類があり、ノーマルモードのボスを倒すことで超モードが、超モードのボスを○○分以内（ボスによって異なる）に誰も昇天せずに倒したり、指定された超モードのボス3体を途中で失敗せずに順番に倒すことで極モードに挑戦するためのアイテム「極玉」が獲得でき、それを1個消費すると極モードに挑戦できる。ボスによっては、極モードのボスを倒すことでチャレンジモードが解放される。
真チャレンジミッション
月兎組で追加になるモードで、2つのシチュエーションがある。一つは鬼玉あつめで、制限時間内にいくつ鬼玉を集められるかを競う。もう一つはタイムアタックで、ビッグボスをいかに速く撃破できるかを競う。獲得鬼玉数および撃破タイムによってランク判定され、成績が最高ランクだと特別な報酬が貰える。
また、月兎組ではアーケードの『妖怪ウォッチバスターズ 鉄鬼軍』と連動し、同作のバスターズライセンスを登録することにより、月兎組側で獲得した「挑戦券」を使って鉄鬼軍側で勝利すると、特別なアイテムが受け取れる。

## 通信システム
3DSのローカル通信やインターネット通信を用いたプレイができる。
協力プレイ
何れの通信でも出来、ミッション、ビッグボス、パトロールで協力して攻略することが出来る。
通信対戦
メンバー編成同士のバトルは、今作ではすれちがい通信によるバトルのみ可能。但し、月兎組から登場した妖怪では編成としてすれちがい通信用に登録できない。
通信交換
各バージョン限定の妖怪も、この機能を利用して「ともだち」にすることができる。

## 登場キャラクター
ゲームストーリーでは妖怪のみ登場する。

### バスターズチーム
ウィスパー
声 - 関智一
今作では妖魔界で活動するバスターズの「自称」隊長(元)、ドライバーとして活躍する。
ジバニャン
声 - 小桜エツコ
バスターズでのアタッカーとして活動。『赤猫団』限定で特製スーツ（つなぎ）を着用した「B-ジバニャン」も登場する。
コマさん
声 - 遠藤綾
バスターズでのアタッカーとして活動。『白犬隊』限定で「B-コマさん」も登場する。
USAピョン
声 - 重本ことり
今作がゲームシリーズ初登場。『月兎組』限定で「B-USAピョン」も登場する。
ムリカベ
声 - 奈良徹
バスターズでのタンクとして活動。
砂夫
声 - 浅利遼太
バスターズでのヒーラーとして活動。
ヒキコウモリ
声 - 永田亮子
バスターズでのレンジャーとして活動。

### バスターズハウス
ブリー隊長
声 - Motsu
ウィスパーたちの「落ちこぼれバスターズ」たちを立て直そうと突如事務所に現れた妖怪。ウィスパーに代わって妖怪達を指南する。
ナメクジ軍曹
声 - 矢部雅史
ブリー隊長といつも共にいるナメクジの形をした妖怪。基本的に仕事はしない。
でんじん親方（でんじん）
声 - 佐藤智恵
ブリー隊長の声で来た妖怪。事務所内の作業場を借りて武器の販売や強化をする。
ホノボーノさん（ホノボーノ）
声 - 矢部雅史
ブリー隊長の声で来た妖怪。今作ではメンバー編成や武器の割り当てなどを行う。
ふぶきちゃん（ふぶき姫）
声 - 遠藤綾
「落ちこぼれ」時代から事務所で受付係をするアルバイトで、眼鏡をかけている。「私バイトなんで…」と仕事に対して冷めており、基本的にウィスパー達と干渉しない。

## 用語
今作に登場するキャラクターはほぼ全てが妖怪であるため、妖怪ウォッチは人間の描写があるシーンのみで本編には登場しない。
妖怪
ゲーム『2』までの全妖怪に加え、今作独自のビッグボスが登場。またUSAピョン、エンマ大王はゲームシリーズ初登場となる。

妖怪メダル
バトル用の編成を組むために便宜上「Ｂメダル」が登場する。但し、妖怪同士で保有するものや召喚をする描写もないため、「名刺」としての役割が強い。

鬼玉
ゲーム内でのミッションなどに挑戦することで得られるゲーム内通貨であり、妖怪のレベルアップ用の供給源である。

## 舞台
妖魔界 / 妖怪ワールド
妖怪たちの暮らす世界。ウィスパーらのバスターズハウスがある。
描写としてはアニメ版に登場する妖魔界に近く、後の『妖怪ウォッチ3 スシ/テンプラ』でもバスターズハウスの所在を確認することが出来る。
人間界
さくらニュータウンをはじめ、今作では全てダンジョンとしての設定であり、本編でダンジョン扱いされていたマップは登場しない。また、妖怪以外は原則登場しない。

## 妖怪ウォッチバスターズ 月兎組
『赤猫団&白犬隊』の無料追加更新データとしてニンテンドーeショップにて配信。「ともだち」妖怪やビッグボスの追加、そして2015年12月に公開された『映画 妖怪ウォッチ エンマ大王と5つの物語だニャン!』のキャラクターが登場する。また、連動対象にアーケードの『妖怪ウォッチバスターズ 鉄鬼軍』が追加された。

### データの引き継ぎ
『赤猫団』『白犬隊』からのほぼすべてのデータを引き継いでプレイすることが可能である。ただし、引き継ぎできるのはセーブデータ1つにつき1回のみ（Ver2.1から3回)であり、それぞれの作品で更新データVer2.0以降をダウンロードする必要がある。月兎組として後に保存するセーブデータはそれ以前のものも含めて全てSDカードに保存されるため、注意が必要である。

## 連動

### 作品間連動
『赤猫団』『白犬隊』
2バージョン連動でそれぞれレッドJ、マイティードッグのチャレンジミッションが出現する。
妖怪ウォッチ2 元祖/本家/真打
『元祖』連動でジバニャンS、『本家』連動でコマさんS、『真打』連動でコマじろうSが出現する。

### 玩具との連動
妖怪メダル
QRコードをカメラで読み取る事で、ガシャコインやアイテムを入手できる。
特定のBメダルで妖怪を「ともだち」にできるミッションが出現したり、ボスメダルではビッグボスの「極モード」にチャレンジできる。

## 主題歌

### オープニングテーマ
「止まらない赤」（赤猫団）
「白いイカクウカ」（白犬隊）
「Shake Shake 黄金のシャケ」（月兎組）
作詞 - motsu&高木貴司 / 作曲・編曲 - 菊谷知樹 / 歌 - キング・クリームソーダ

### エンディングテーマ
「宇宙ダンス!」
作詞：高木貴司 / 作曲・編曲：菊谷知樹 / 歌 - コトリ with ステッチバード